# Донська Ірина Борисівна
Донська Ірина Борисівна (1918—1983) — радянська актриса, редактор і сценарист.

## Біографічні відомості
Народилася 9 травня 1918 р. в Москві. Закінчила сценарний факультет Всесоюзного державного інституту кінематографії (1952).
Працювала на студії ім. М. Горького режисером по дубляжу фільмів. Автор і співавтор сценаріїв до ряду фільмів кінорежисера (і чоловіка) М. Донського: «Здрастуйте, діти!» (1962), «Серце матері» (1965), «Вірність матері» (1966), «Надія» (1973).
Автор пісень до української картини «Команда з нашої вулиці» (1953), сценарію стрічки «Дорогою ціною» (1957).
- Син: Донський Олександр Маркович (1938—2016) — кіножурналіст і сценарист[2].